# Eupithecia multiflorata
Eupithecia multiflorata är en fjärilsart som beskrevs av Pierre Millière 1866. Eupithecia multiflorata ingår i släktet Eupithecia och familjen mätare. Inga underarter finns listade i Catalogue of Life.